# Широкорад, Леонид Дмитриевич
Леони́д Дми́триевич Широкора́д (род. 18 июня 1939) — советский и российский экономист, специалист по истории российской экономической мысли.
Доктор экономических наук, профессор кафедры экономической теории Экономического факультета Санкт-Петербургского государственного университета.
Заслуженный деятель науки Российской Федерации (1999). Почётный профессор СПбГУ (2009). Член Философско-экономического учёного собрания.

## Научная деятельность
В 1961 окончил экономический факультет Санкт-Петербургского государственного университета по специальности «политическая экономия».
В 1964 окончил аспирантуру экономического факультета ЛГУ. В 1965 защитил кандидатскую диссертацию. С этого момента и по настоящее время Л. Д. Широкорад работает на экономическом факультете СПбГУ.
В 1981 защитил докторскую диссертацию.
Основными научными интересами профессора Л. Д. Широкорада являются: история отечественной экономической мысли, экономической истории России, методологические проблемы экономической теории.
Одним из первых в СССР Л. Д. Широкорад начал изучение истории советской экономической мысли.
Л. Д. Широкорад является соредактором и соавтором коллективной монографии «История политической экономии социализма» (1972; второе, переработанное и дополненное издание: 1983), получившей высокую оценку в СССР и переведённой на пять иностранных языков.
Он также многое сделал для воссоздания истории экономической науки в СПбГУ. Целый ряд его работ посвящён характеристике творческого пути М. И. Туган-Барановского, Н. Д. Кондратьева, А. И. Буковецкого, В. М. Штейна и других. Л. Д. Широкорад внёс существенный вклад в формирование современной концепции истории отечественной экономической науки.
За время своей работы на кафедре Л. Д. Широкорад подготовил более 20 кандидатов экономических наук. Он также является членом двух диссертационных советов, заместителем ответственного редактора «Вестника Санкт-Петербургского университета, Серия „Экономика“».
Ранее Л. Д. Широкорад работал членом редколлегии журнала «Вопросы экономики», членом редколлегии серии работ «Из истории экономической мысли» при издательстве «Экономика», членом редакционно-издательского совета секции политэкономии Северо-Западного координационного совета по общественным наукам Минвуза РСФСР, экспертом ВАК СССР. Он является членом Философско-экономического учёного собрания.
Л. Д. Широкорад участвовал во многих научных конференциях и симпозиумах на международном и всероссийском уровнях.
Он читал спецкурсы в институтах повышения квалификации преподавателей общественных наук при Ленинградском, Белорусском, Томском и Казахском государственных университетах, в Политехническом институте Комсомольска-на-Амуре, циклы лекций в Народном университете Китая (Пекин, КНР) и в Шаньдунском университете (г. Цзинань, КНР). Выступал с научными докладами в Билефельдском университете (Германия), в Свободном университете Берлина, в Высшей экономической школе (Прага), в Лейпцигском университете, в Пекинском университете и в других научных учреждениях и университетах КНР.

## Награды и звания
- награждён Почётной грамотой ЛГУ за педагогическое мастерство и подготовку научных кадров (1984).
- лауреат Университетской премии за лучшие научные работы.
- награждён тремя Почётными грамотами Минвуза РСФСР и Республиканского комитета профсоюза работников просвещения, высшей школы и научных учреждений РСФСР (как автор и редактор научных работ; 1973, 1986).
- награждён памятной медалью Международного фонда Н. Д. Кондратьева.
- почётный профессор СПбГУ (2009).

## Труды
Л. Д. Широкорад — автор более 120 научных работ, в том числе опубликованных на английском, немецком, китайском, венгерском и других иностранных языках. Он является научным соредактором 13 коллективных монографий, изданных на русском и иностранных языках.
- Широкорад Л. Д. Методологические проблемы политической экономии социализма в советской экономической литературе переходного периода: Монография / Кафедра политической экономии ЛГУ. — Л.: Изд-во ЛГУ, 1974. — 144 с.
- Широкорад Л. Д. Идеологическая борьба и развитие политической экономии социализма в СССР в переходный период: Очерки / Ленинградский государственный университет. — Л.: Изд-во ЛГУ, 1983. — 168 с.
- История политической экономии социализма: Монография / Г. Е. Лапшина, Л. И. Абалкин, Э. А. Быстрицкая и др.; Ред. Д. К. Трифонов, Ред. Л. Д. Широкорад; Ленинградский государственный университет (Л.), Институт повышения квалификации преподавателей общественных наук (Л.). — Изд. 2-е, перераб. и доп. — Л.: Изд-во ЛГУ, 1983. — 606 с.
- История политической экономии капитализма: Очерки / Под ред. А. А. Дёмина, Н. В. Раскова, Л. Д. Широкорада; Ленинградский государственный университет. — Л.: Изд-во ЛГУ, 1989. — 480 с. Библиогр.: с. 470—477.
- Широкорад Л. Д. В. И. Ленин и формирование основ командно-административной системы // Вопросы экономики. — 1991. — № 12. — С. 97—113.
- Широкорад Л. Д. Н. Д. Кондратьев в Санкт-Петербургском (Петроградском) университете // Учёные записки кафедр общественных наук ВУЗов Санкт-Петербурга: Политическая экономия: Экономическое наследие Н. Д. Кондратьева и современность / Под ред. проф. Широкорада Л. Д., проф. Рязанова В. Т.. — СПб.: Издательство Санкт-Петербургского университета, 1994.
- Широкорад Л. Д. М. И. Туган-Барановский и студенческое движение середины 80-х годов XIX века. // Вестник Санкт-Петербургского университета. Сер. 5, Экономика. — СПб., 1996. — Вып. 3.
- Широкорад Л. Д. Проблемы истории европейской экономической мысли в работах В. М. Штейна. // Вестник Санкт-Петербургского университета. Сер. 5, Экономика. — СПб., 2005.  — Вып. 4.
- Широкорад Л. Д. Академик С. И. Солнцев: основные этапы жизненного и творческого пути // Петербургская академия наук в истории академий мира: Материалы Междунар. конф.: В 4-х томах / Санкт-Петербургский научный центр Российской Академии наук.. — СПб., 1999. — Т. 4. — С. 166-195.